# Ümit Birol
Ümit Birol (* 26. Januar 1963 in Samsun; † 10. Juli 2023) war ein türkischer Fußballspieler und -trainer.

## Sportliche Laufbahn

### Vereinskarriere
Birol begann mit dem Vereinsfußball in seiner Heimatstadt Samsun in der Jugend von Samsunspor. 1981 wurde er beim damaligen Zweitligisten in den Profikader aufgenommen und schaffte hier auf Anhieb den Sprung in die Stammelf. Bereits zum Ende seiner ersten Spielzeit, der Spielzeit 1981/82, feierte er mit seinem Team die Meisterschaft der 2. Lig und damit den direkten Aufstieg in die 1. Lig. In die 1. Lig aufgestiegen, misslang hier bereits in der ersten Saison der Klassenerhalt, sodass man zum Sommer 1983 wieder in die 2. Lig abstieg. Birol hielt nach dem Abstieg seinem Verein die Treue und ging mit in die 2. Lig.
Nachdem Samsunspor in der ersten Zweitligasaison nach dem Abstieg der direkte Wiederaufstieg misslang, bemühten sich mehrere Vereine um Birol. Der damalige Zweitligist Adanaspor, der nach vierzehnjähriger Erstligazugehörigkeit zum Sommer 1984 in die 2. Lig abgestiegen war und den direkten Wiederaufstieg erreichen wollte, reagierte am schnellsten und verpflichtete Birol zur Saison 1984/85. Birol etablierte sich auch hier sofort in der Stammelf. Zum Saisonende verfehlte man mit dem erreichten 5. Tabellenplatz den direkten Wiederaufstieg. Nachdem auch in der zweiten Saison mit dem erreichten 2. Tabellenplatz der Aufstieg misslang, verließ Birol die Mannschaft und wechselte zum amtierenden Zweitligameister und neuem Erstligist Antalyaspor. Auch bei Antalyaspor fand er sofort einen Platz in der Stammformation und wurde durch seine überzeugenden Leistungen bei diesem Verein für die Olympiaauswahl der Nationalmannschaft nominiert. Antalyaspor verpasste zum Saisonende den Klassenerhalt und stieg nach einem Jahr 1. Lig wieder ab. Birol ging mit der Mannschaft in die 2. Lig und spielte hier eine Spielzeit lang.
Da Antalyaspor den direkten Wiederaufstieg zum Sommer 1987 verfehlte, verließ Birol den Verein und wechselte zum amtierenden Zweitligameister und neuen Erstligisten Adana Demirspor. Für diesen Verein spielte er lediglich eine Spielzeit und wechselte dann innerhalb der Liga zu Altay Izmir. Bei diesem Verein erlebte er bis dato seine erfolgreichste Spielzeit. So erzielte er in 19 Ligaspielen sechs Tore. Da auch dieser Verein den Klassenerhalt zum Saisonende verpasste, stieg er mit Altay in die 2. Lig ab. Zum Ende der Zweitligaspielzeit 1990/91 feierte er mit seinem Team die Zweitligameisterschaft und somit den direkten Aufstieg in die 1. Lig. Dabei zählte Birol zu den Leistungsträgern seines Vereins und hatte an dem Aufstieg großen Anteil.
Durch seine überzeugenden Leistungen bei Altay wurden mehrere Erstligisten auf ihn aufmerksam. So wechselte er zum Sommer 1991 zum Istanbuler Traditionsverein Fenerbahçe Istanbul. Birols bisherige angestammte Position war die des Rechtsaußen. Besonders bei seinem letzten Verein Altay spielte er auf dieser Position erfolgreich. Da sein neuer Verein Fenerbahçe auf den Stürmerpositionen mit Rıdvan Dilmen, Aykut Kocaman und Tanju Çolak nahezu alle türkischen Nationalstürmer im Kader hatte, wurde Birol vom Trainer Jozef Vengloš im rechten Mittelfeld eingesetzt. Auf dieser Position wusste Birol auf Anhieb zu überzeugen, wurde zusammen mit Oğuz Çetin zu dem Topvorlagengeber der Stürmerriege Fenerbahçes und stieg zum Nationalspieler auf. Er zählte auch durch seine vielen Torvorlagen zu den besten Scorern der Spielzeit 1991/92. Die Saison beendete sein Verein als Vizemeister und blieb auch in den übrigen Wettbewerben titellos. In seiner zweiten Saison bei Fenerbahçe verlor er zu Saisonbeginn seinen Stammplatz, eroberte den Stammplatz aber zum Saisonende wieder zurück. Für die Spielzeit 1993/94 stellte Fenerbahçe den Deutschen Trainer Holger Osieck ein. Dieser beurteilte nach dem Saisonvorbereitungscamp den Spielerkader und sortierte einige Spieler aus, unter ihnen befand sich auch Birol.
Von Fenerbahçe zum Verkauf ausgestellt, bemühten sich mehrere Erstligavereine um eine Verpflichtung Birols. Kocaelispor, als damals eines der finanzstärksten Verein im türkischen Fußball, reagierte am schnellsten und unterschrieb mit Birol einen Zweijahresvertrag. Als Ablösesumme wurde an Fenerbahçe 5.000.000.000 Türkische Lira gezahlt. Bei Kocaelispor schaffte er es auf Anhieb in die Stammelf und zählte schnell zu den Leistungsträgern seiner Mannschaft. In die zweite Spielzeit startete er ebenfalls als Stammspieler, wurde aber zum Oktober 1994 überraschend an den Zweitligisten Çanakkale Dardanelspor verkauft. Für Dardanelspor spielte er eineinhalb Spielzeiten und wurde für die Rückrunde der Saison 1995/96 an den Erstligisten Eskişehirspor ausgeliehen.
Zum Sommer 1996 wechselte er ablösefrei zu seinem alten Verein und zwischenzeitlich in der 2. Lig spielenden Verein Adana Demirspor. Für diesen Verein spielte er eine Spielzeit und wechselte anschließend als Amateurspieler zum Istanbuler Amateurverein Yıldırım Bosnaspor. Nach einem Jahr für diesen Verein beendete er seine aktive Fußballspielerkarriere.

### Auswahleinsätze
Birol wurde anlässlich der Teilnahme an den Mittelmeerspielen 1987 für den Kader der türkischen Olympiamannschaft nominiert. In diesem Turnier schaffte man es bis ins Halbfinale und schied hier mit einer 0:1-Niederlage gegen die Olympiaauswahl Frankreichs aus. Im Spiel um Platz drei setzte man sich mit 1:0 gegen Griechenland durch und wurde Bronzemedaillengewinner. Dabei kam Birol in allen Spielen seines Teams zum Einsatz.
Wegen seiner bei Fenerbahçe Istanbul gezeigten Leistungen wurde Birol vom damaligen Nationalcoach Yılmaz Gökdel im Rahmen eines Testspiels gegen die Bulgarien in den Kader der türkische A-Nationalmannschaft nominiert. In dieser Partie gab er sein Länderspieldebüt.
Für die Qualifikationsbegegnung zur EM 1992 gegen die englische Nationalmannschaft wurde er ein letztes Mal in den Kader berufen, saß aber während dieser Partie auf der Ersatzbank.

### Erfolge
- Mit Samsunspor
  - Meisterschaft der TFF 1. Lig: 1981/82
  - Aufstieg in die Süper Lig: 1981/82

- Mit Altay Izmir
  - Meisterschaft der TFF 1. Lig: 1990/91
  - Aufstieg in die Süper Lig: 1990/91

- Mit Fenerbahçe Itanbul
  - Türkischer Vizemeister (1): 1991/92

- Mit Olympischer Auswahl der Türkei:
  - Bronzemedaille bei den Mittelmeerspielen: 1987

## Trainerlaufbahn
Gleich im Anschluss an seine Fußballspielerkarriere begann er seine Trainerkarriere. Als erste Tätigkeit übernahm er zum Sommer 1992 bei Erzurumspor den Co-Trainer-Posten. Ab Januar 2006 arbeitete er bei seinem alten Verein Altay Izmir als Co-Trainer. Nachdem der Cheftrainer zu Mitte April 2006 entlassen worden war, übernahm Birol bis zum Saisonende den Posten des Cheftrainers. Mit seiner Mannschaft schaffte er es bis ins Finale der Play-offs der TFF 1. Lig und verpasste nach einer 1:4-Finalniederlage gegen Sakaryaspor den Aufstieg in die Süper Lig. Die nachfolgenden Jahre arbeitete er als Cheftrainer und betreute überwiegend Vereine der TFF 2. Lig und TFF 3. Lig.